# Borkumer Kleinbahn Münster II
Die Lokomotive MÜNSTERII ist seit 1957 bei der Borkumer Kleinbahn. Gebaut wurde sie von der Firma Schöma in Diepholz mit der Fabriknummer 1989, sie wird von der Firma als CFL 90 bezeichnet.

## Geschichte
Schon bald entdeckte die Borkumer Kleinbahn die Vorteile für Dieselloks. Deshalb erwarb sie 1957 eine fabrikneue Lok der Firma Schöma. Die MÜNSTERII war mit 112 PS über lange Zeit bis 1988 die stärkste Lok auf der Insel. Nach Beschaffung der Neubauzüge 1993/1994 wurde kurzzeitig überlegt, sie zu verkaufen. Allerdings entschied man dann, sie als Planlok für den Verstärkungszug der alten Wagen zu nutzen. Seit Ende 2001 ist sie als Reservelok für die dritte Wagengarnitur hinterstellt, nachdem die EMDEN eine Sifa eingebaut bekam und jetzt die Planlokaufgabe für den alten Zug übernommen hat.
Bei der Erneuerung des Streckengleises 2 im Winter 2007/2008 fand die Maschine eine neue Aufgabe bei den Materialtransporten der Schienen und Schwellen mittels der Flachwagen 60, 62 und 9. Zu dieser Zeit war sie fast ausschließlich im Freien abgestellt, worunter der Zustand der Lok sehr litt. So wurde sie dann im Winter 2008/2009 aufwändig aufgearbeitet und strahlt seither in neuem roten Farbkleid. Seither wird sie im Werkstattbereich gelegentlich für Rangieraufgaben eingesetzt oder sie steht als Ersatzlok für den historischen Zug bereit.

## Aufbau
Die Lok wird von einem Daimler-Benz Motor mit einer Leistung von 82 kW (112 PS) angetrieben. Das Getriebe ist von Voith. Die Höchstgeschwindigkeit beträgt 25 km/h und der Raddurchmesser ist 600 mm.